# Domprediger

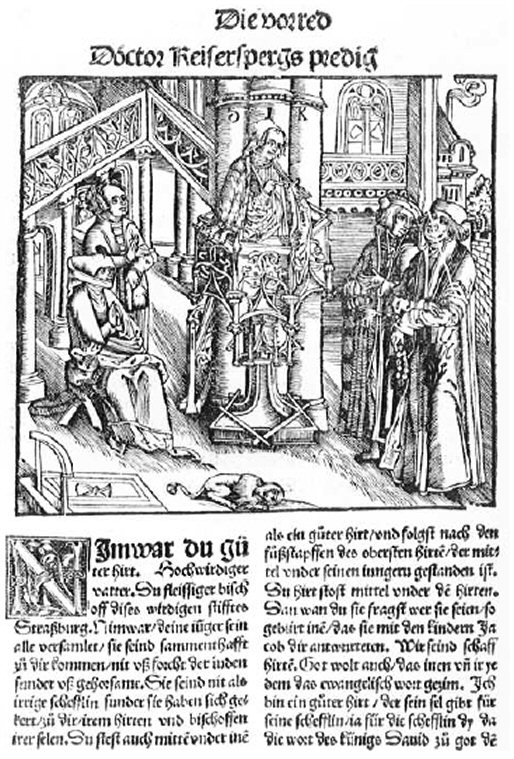
Domprediger Johann Geiler von Kaysersberg auf der Kanzel des Straßburger Münsters um 1500; Predigtdruck

Das Amt des Dompredigers (Concionator ecclesiae cathedralis), gegebenenfalls des Münsterpredigers, entstand im späten Mittelalter an Kathedralkirchen und anderen großen Stadtkirchen. Im Protestantismus ist es ein Titel für Pfarrer an solchen Kirchen, in der römisch-katholischen Kirche war es bis zum 20. Jahrhundert ein Amt an Bischofskirchen unabhängig von dem des Dompfarrers.

## Geschichte
Im Frühchristentum predigten in der Regel der Gemeindevorsteher und der Bischof, die aber auch Presbyter oder sogar Laien damit beauftragen konnten. Im 3. Jahrhundert hatte der Bischof die ordentliche Predigtgewalt. Mit der Ausbreitung des Christentums delegierten die Bischöfe dies in Land- und Großstadtgemeinden an den zelebrierenden Priester, da die Leitung von Wort- und Mahlgottesdienst in der heiligen Messe als Einheit gesehen wurde. Das Predigtamt an der Bischofskirche blieb dem Bischof vorbehalten.
Im Mittelalter predigte der Bischof nur noch an den höchsten Festen selber, an den übrigen Sonn- und Festtagen wechselten sich die Kanoniker (Weihbischöfe, Mitglieder der Domkapitel) und Angehörige der neuen Bettelorden hierbei ab. Die reguläre Predigt hatte ihren Ort weniger in den Kathedral- als in den Pfarr- und Ordenskirchen. Das Vierte Laterankonzil bekräftigte 1215 die Verpflichtung des Bischofs zur Predigt, gestattete jedoch die Delegation an geeignete Männer (viri idonei) als Koadjutoren und Kooperatoren des Bischofs im Predigtamt und beim Beichtehören an den Domkirchen. In Folge kam es vermehrt zur Bestellung solcher Domprediger. Das Konzil von Basel erneuerte zur Verbesserung der Predigtqualität 1438 diese Bestimmung und verlangte, an jeder Bischofskirche müsse ein graduierter Theologe angestellt werden, der „eine anspruchsvolle Belehrung der Gläubigen zu verrichten hätte“.
Das Predigtwesen erlebte daraufhin im 15. Jahrhundert einen Aufschwung. Es wurden in zahlreichen Städten von Priestern und Bürgern Fonds für Stadt- oder Domprädikaturen gestiftet, oder es wurden Pfründen zur ausreichenden Dotierung einer Domprediger-Stelle umgewidmet, so 1410 in Speyer, 1419 in Würzburg, vor 1465 in Mainz und 1479 in Regensburg, in Trier jedoch erst 1545 im Zuge der Gegenreformation und in Münster 1567. Ähnlich wurden Stiftungen für Hofprediger, Universitätsprediger, Feld- und Bruderschaftsprediger geschaffen. In Würzburg verdiente der Domprediger ab 1420 100 Gulden, in Bamberg stand für ihn ein Pfründegut zur Verfügung. Die Prediger sollten sich ohne finanzielle Sorgen auf ihre Aufgabe konzentrieren können, und die Bistümer versuchten, hochqualifizierte Kandidaten durch eine entsprechende Dotierung abzuwerben, wie im Falle von Geiler von Kaysersberg, der in Würzburg und Augsburg predigte, aber letztlich ständig als Münsterprediger in Straßburg blieb.
Hintergrund war eine erstarkende bürgerliche Stadtkultur; die Predigten der Mendikanten gingen im Niveau an den Bedürfnissen der Stadtbevölkerung vorbei. In Mainz (1465) und Speyer (1523) waren Mönche auf der Domkanzel ausdrücklich nicht mehr erwünscht, sondern der Prediger hatte ein sacerdos secularis, ein Weltpriester zu sein. Schwerpunktmäßig ist diese Entwicklung im oberdeutschen Raum zu beobachten, weniger in den nord- und ostdeutschen Diözesen; die Kanzel des Kölner Doms blieb den Bettelorden vorbehalten.
Die Dienstordnung des Dompredigers („Thumbprediger“) von Regensburg sah 1481 eine Predigt an allen Sonntagen nachmittags in der Dompfarrkirche St. Ulrich vor, an einzelnen Werktagen vor der ersten heiligen Messe, in der Advents- und Fastenzeit und in der „Kreuzwoche“ täglich. Auch waren Predigten bei Kasualien oder Wallfahrten fällig. Der Domprediger hatte bei seinem Amtsantritt einen Amtseid („Instrumentum praedicatoris“) abzulegen und am Chorgebet des Domkapitels im Dom teilzunehmen. Seine Vorgesetzten waren der Dompropst, der Dekan und das Domkapitel. Als Qualifikation wurden akademische Gelehrsamkeit (mindestens Bakkalaureat, besser Lizenziat, Magister oder Promotion), Frömmigkeit und Sittenreinheit verlangt, ferner Beredsamkeit, möglichst eine starke physische Konstitution sowie eine kultivierte lateinische und deutsche Ausdrucksfähigkeit, was durch Probepredigt und Probezeit überprüft wurde. Mangels geeigneter Bewerber blieb eine Domkanzel auch einmal für längere Zeit unbesetzt, und es gab auch Amtsenthebungen, die in manchen Stiftungsurkunden ausdrücklich vorgesehen waren, wenn jemand die Erwartungen nicht erfüllte. Zeitweise ist eine hohe Fluktuation auf den Domkanzeln zu beobachten.
1917 erwartete das Ordinariat in Regensburg „die Eignung, gebildete Kreise anzuziehen, für welche die Domkanzel in erster Linie bestimmt ist, […] eine imposante, metallreine Stimme und geistvolle, gemütvolle Darstellung“. Die Predigten wurden auswendig gehalten, da die Beleuchtung meist nicht zum Lesen ausreichte. Um den Stellenwert der Predigt zu erhöhen, wurde den Zuhörern des Dompredigers in manchen Diözesen ein besonderer Ablass gewährt. Zu den Zeiten des Predigtgottesdienstes war jedes Lärmen im Domumfeld untersagt; 1556 gingen die Behörden in Speyer deshalb gegen Hundegebell vor. Mancherorts war das Aufgabe des Hundepeitschers. Da in großen Kirchen keine technischen Hilfsmittel zur Verfügung standen, hatten die Prediger nach längerer Tätigkeit nicht selten gesundheitliche Probleme mit ihren Stimmbändern.
Der Domprediger galt als Vorbild für den Klerus des Bistums. Gelegentlich hatte er neben seiner Predigttätigkeit wissenschaftliche Vorlesungen zu halten oder als Mitglied des Domkapitels Visitationen vorzunehmen oder an Synoden teilzunehmen. Allerdings war das Amt des Dompredigers häufig nur eine Durchgangsstation zu geistlichen oder säkularen Leitungsämtern. Anton Schmid weist darauf hin, dass das Amt des Dompredigers erstmals qualifizierten Akademikern bürgerlicher oder bäuerlicher Herkunft den Zugang zur nächsten Umgebung eines Bischofs eröffnete: „Es war die höchste Position, die ein Nichtadeliger in diesem im übrigen immer adelig dominierten Umfeld erlangen konnte. Mit ihm kam erstmals das Kriterium beruflicher Leistung in der nach wie vor ständisch ausgerichteten Gesellschaft des Bischofshofes zur Geltung.“

## Der Domprediger in der katholischen Kirche
Vereinzelt war die Stelle des Dompredigers mit der des Dompfarrers in Personalunion verbunden. Insgesamt ist die Etablierung des Orators oder Concionators im katholischen Bereich jedoch als ein Gegenüber zu pfarrlicher Seelsorge und kirchlicher Verwaltung zu sehen, als „selbstbewusster Ausdruck eines öffentlich-rechtlichen Bedürfnisses im Umfeld von Humanismus und Renaissance“ (Werner Schrüfer). Die zeitgemäß weiterentwickelte, oft kunstvolle rhetorische Form der Predigt stand gelegentlich gegenüber den Inhalten im Vordergrund. Mit aufkommendem Buchdruck begannen die Domprediger, ihre Predigten auch über das neue Medium zu verbreiten. Die Sprache der Predigt war vor Klerikern oder in den Veröffentlichungen das Lateinische, im Alltag wurde auch auf Deutsch gepredigt. An verschiedenen Bischofskirchen predigten geistliche Humanisten wie Johann Geiler von Kaysersberg in Straßburg und Jacob Wimpfeling in Speyer. In Basel enthielt das Dienstgebäude des Dompredigers auch eine Amtsbibliothek.
Im 16. Jahrhundert, angesichts der Reformation, wurden Domprädikaturen aus Sorge über die Fortschritte der lutherischen Bewegung gestiftet, so 1545 in Trier. Auf den verschiedenen Domkanzeln waren engagierte Vertreter der römischen Kirche tätig, aber es gab auch Luthersympathisanten. Mancherorts trugen die Domprediger zur Polarisierung und Verfestigung konfessioneller Positionen bei. Der neu entstandene Jesuitenorden übernahm einige Domprädikaturen, weil er die Predigt gezielt als Mittel der Gegenreformation einsetzte. Auch Kapuziner, Franziskaner und Dominikaner hatten ab der Mitte des 16. Jahrhunderts zunehmend wieder Domprädikaturen inne, erst recht nach Aufhebung des Jesuitenordens 1773.
Im 19. Jahrhundert wurden in mehreren deutschen Ländern Predigerstellen an Domen und Stadtpfarrkirchen im Rahmen von Staatsleistungen staatlich mitfinanziert; eine Domprädikatur war als „selbständige Kanzel ersten Ranges“ dotiert. In Regensburg hatte im 19. Jahrhundert ein Domprediger Einkünfte in Höhe von 700 Gulden (gegenüber einem Pfarrer, dem 800 bis 1600 Gulden zustanden). 1916 waren es 1260 Reichsmark zuzüglich einer Aufbesserung von 1060 Reichsmark. Örtlich konnten die Stellen auch auf Vormittags- und Nachmittagsprediger, Sonntags- und Festtagsprediger aufgeteilt werden.
Die Predigt hatte lange Zeit nur geringe Bedeutung in der heiligen Messe. Sie gehörte nicht notwendig zum vorgeschriebenen Ablauf, dem Ordo missae, sondern hatte einen Sonderstatus. Die Predigt am Sonntag zu versäumen galt als lässliche Sünde. Sie fand in den Kathedralen vor dem sonn- und festtäglichen Hochamt statt und wurde nicht vom Zelebranten der Messe gehalten, sondern vom Domprediger, der dazu Talar, Chorhemd und Stola trug. Gelegentlich wurden auch besondere Prediger eingeladen. Die Predigt begann um 8 Uhr und dauerte bis zu einer Stunde, es schloss sich um 9 Uhr das Asperges als Beginn des Hochamtes an. Zu Beginn des 20. Jahrhunderts wurde etwa in Regensburg erwogen, die Predigt auf 45 oder 30 Minuten zu verkürzen, da zu Beginn die Kirche regelmäßig fast leer war und die Besucher des Hochamtes erst im Verlauf der Predigt allmählich hinzukamen.
Im 19. Jahrhundert entwickelte sich eine Tendenz zur stärkeren biblischen Ausrichtung der Predigten, die durch die Liturgische Bewegung im 20. Jahrhundert weiter gefördert wurde. Durch die Liturgiereform des Zweiten Vatikanischen Konzils bekam die Predigt endgültig wieder ihren Platz als integrales Element der heiligen Messe. Die Vormesse wurde zum Wortgottesdienst aufgewertet, die Predigt ist seitdem nicht mehr eine „Zutat“, sondern als Homilie, als Auslegung der vorgetragenen Perikopen aus der Bibel, Teil der Liturgie, die an Sonn- und Feiertagen verpflichtend ist. Sie wird jetzt meist nicht mehr als Kanzelrede, sondern vom Ambo aus gehalten, und zwar vom zelebrierenden Priester oder Bischof oder vom Diakon.
Damit ist die Zeit eigens bestellter und dotierter Prädikaturen vorbei. Das Amt des Dompredigers als „Ehrenamt“ hielt sich nur ganz vereinzelt, etwa in Augsburg, Köln und Regensburg, wo es 2003 erlosch; dort war der letzte Domprediger, Werner Schrüfer, zugleich Lehrbeauftragter für Homiletik am Priesterseminar. In Köln ernennt das Domkapitel weiterhin satzungsgemäß den Domprediger.
Der Regensburger Domprediger Johann Maier wurde am 24. April 1945 wegen Wehrkraftzersetzung in Regensburg hingerichtet, nachdem er am Vortag bei einer Demonstration für eine kampflose Übergabe der Stadt an die heranrückenden US-Panzerverbände gesprochen hatte.

## Domprediger im Protestantismus
„Die im späten Mittelalter eingerichteten Prädikaturen erweisen sich rasch als Stützpunkte der reformatorischen Bewegung, als Zentren der Ausbreitung der neuen Lehre, und die Prädikanten selbst als deren Vorkämpfer.“ So wirkten in der frühen Reformationszeit zahlreiche spätere Reformatoren als Domprediger, beispielsweise Johannes Oekolampad 1518–1520 und Urbanus Rhegius 1520–1521 in Augsburg, Balthasar Hubmaier 1516–1521 in Regensburg, Wolfgang Capito 1520–1523 in Mainz, Paul Speratus 1520 und Johann Gramann 1522–1525 in Würzburg. An manchen Orten trugen Domprediger dazu bei, dass in ihren Städten die Reformation durchgesetzt wurde, z. B. Andreas Wilms 1524–1529 in Lübeck oder Johannes Wanner in Konstanz.
Da in der Reformation die Verkündigung des Evangeliums als Grundfunktion des kirchlichen Amtes angesehen wurde, gebrauchte man die Bezeichnung „Prediger“ oft als Äquivalent zur Bezeichnung „Pfarrer“. Wenn also an evangelisch gewordenen Domen „Domprediger“ eingesetzt wurden, waren das in aller Regel einfach diejenigen, die die pfarramtlichen Tätigkeiten an diesem Dom auszuüben hatten. Am Bremer und Magdeburger Dom, die im Gegensatz zur Stadt längere Zeit katholisch geblieben waren, markierte die Einsetzung der evangelischen Domprediger Albert Hardenberg 1547 bzw. Siegfried Saccus 1567 die endgültige Durchsetzung der Reformation. Zum Teil wurden alle an einem Dom tätigen Geistlichen Domprediger genannt, zum Teil nur die obersten; die weiteren hießen dann „Dom-Diaconus“ o. ä. Alternativ konnte der erste Pfarrer an einem Dom auch den Titel „Oberdomprediger“ führen. Stand der Dom in einer Residenzstadt, so wurde das Amt des Dompredigers oft mit dem des Hofpredigers verbunden. Am seit 1539 evangelischen Berliner Dom amtierten so zwei Domprediger, die zugleich Hofprediger waren. 1640 wurden die Ämter vorübergehend getrennt, im 18. Jahrhundert aber faktisch wieder vereint. Nach 1918 konnte der Hof- und Domprediger Bruno Doehring als Domprediger (später Oberdomprediger) bis 1960 weiter amtieren. Heute wirken am Berliner Dom neben den Pfarrern mit dem Titel „Domprediger“ auch zwei Ehrendomprediger.